# Reginald Heber

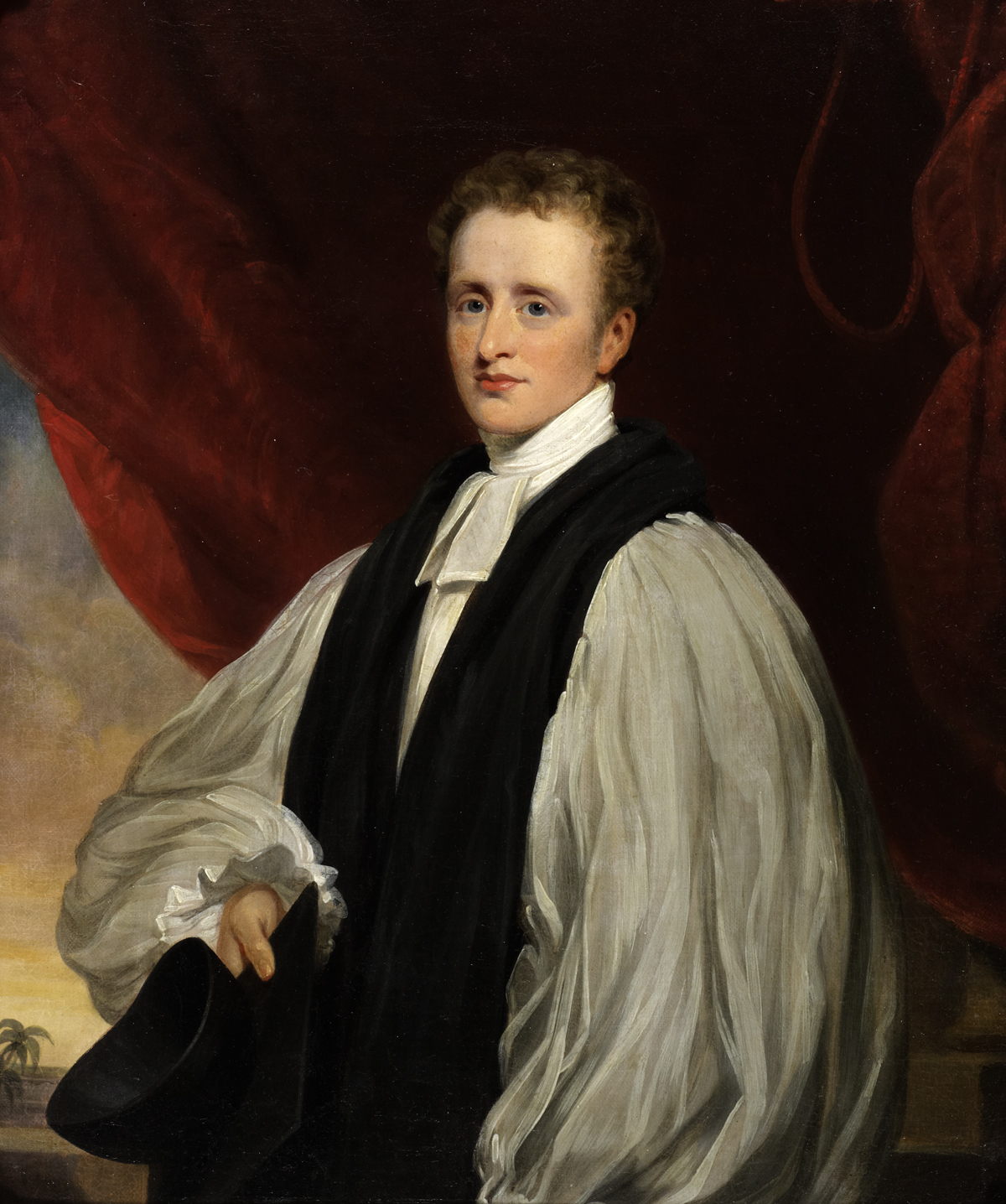
Reginald Heber um 1822

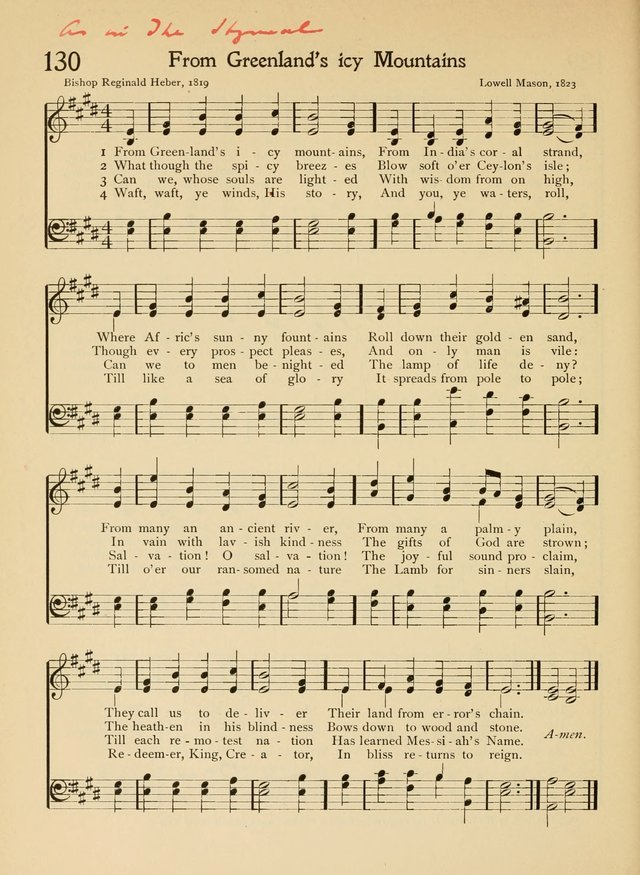
Hebers umstrittenes Missionslied From Greenland’s Icy Mountains (aus einem Schulgesangbuch von 1899)

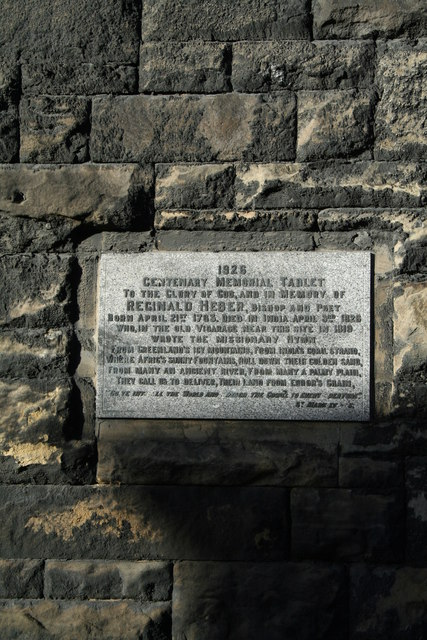
Zum 100. Todesjahr angebrachte Gedächtnistafel (1926) an der Wrexham-Eisenbahnbrücke (Wrexham and Ellesmere Railway)

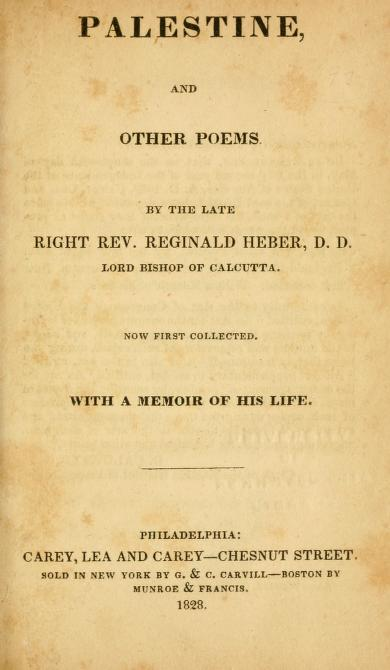
Palestine (und andere Gedichte)

Reginald Heber (geb. 21. April 1783 in Malpas, Cheshire; gest. 3. April 1826 in Trichinopoly (heute Tiruchirappalli)) war ein anglikanischer Geistlicher und Bischof der Church of England, Missionar und Literat, der heute hauptsächlich als Kirchenlieddichter und Erneuerer des englischen Kirchenlieds in Erinnerung ist.

## Leben
Heber wurde 1807 Pfarrer in Hodnet, Shropshire, England, und später Bischof von Kalkutta (1823–1826), einem Bistum, das heute Teil der Church of North India ist. Er verbrachte seine Amtszeit damit, die anglikanischen Gemeinden des gesamten Subkontinents zu bereisen. Er starb nach weniger als drei Jahren Aufenthalt in Indien.
Eine Sammlung seiner Kirchenlieder wurde kurz nach seinem Tod veröffentlicht. Eines davon, Holy, Holy, Holy, das er als Pfarrer von Hodnet schrieb, ist ein populäres und bekanntes Lied für den Trinitatis-Sonntag. Neun seiner Kirchenlieder sind im The Church Hymn Book (1872) enthalten, wobei Holy, Holy, Holy das erste ist.
Sein bekanntestes Lied ist das Missionslied From Greenland’s icy mountains (Von Grönlands eis’gen Zinken).
Ein berühmtes Denkmal stammt von Francis Chantrey, heute in der St Paul’s Cathedral von Kolkata.

## Veröffentlichungen (Auswahl)
- Narrative of a Journey through the Upper Provinces of India from Calcutta to Bombay 1824–1825 with Notes upon Ceylon: An Account of a Journey to Madras and the Southern Provinces 1826 and Letters written in India. Third Edition in Three Volumes, re-printed by Asian Educational Services, New Delhi, Madras, 1995.
  - Reise durch die obern Provinzen von Vorderindien von Calcutta bis Bombay in den Jahren 1824 und 1825 : nebst Nachrichten über Ceylon und eine im Jahr 1826 gemachte Reise nach Madras und in die südlichen Provinzen. Im Verlage des Landes-Industrie Comptoirs, Weimar, 1831–1832 (Digitalisat)
- Sermons Preached in India. Published by John Murray, London, 1829
- Jeremy Taylor (Hrsg.): The whole works. With a life of the author and A critical examination of his writings. 15 Bände. London Rivington Cadell Longmann etc., 1828
- Reginald Heber’s Leben und Nachrichten über Indien, nebst einem Abrisse der Geschichte des Christenthums in Indien. Herausgegeben von Friedrich Krohn. 2 Bände (komplett). Mit des Bischoffs Bildnis – Frontispiz. Band 1: Bis zu Heber’s Aufenthalt in Benares. Band 2: Bis zu Heber’s Tod in Tritschinoploy. Ferd. Dümmler, Berlin 1831 (Digitalisat)
- Palestine, and other poems. Philadelphia 1828 (Digitalisat)